# 草娥
朴草娥（1990年3月6日—），韩国女歌手。曾參加SM娛樂和JYP娛樂的試鏡，曾为FNC娱乐旗下韩国女子組合AOA成员，於2012年8月9日出道，在團內擔當主唱、吉他手。
2015年12月14日，草娥发布首张个人Solo专辑《火花》。
2017年6月22日草娥在Instagram宣布退出AOA，而在6月30日FNC娛樂正式宣布草娥退團。
2019年5月13日，和FNC娛樂合約結束，正式離開公司。
2020年8月21日，與Great M娛樂簽約，時隔3年重啟演藝活動。

## 早年生活
草娥于1990年3月6日出生在韩国仁川广域市。她想在大学主修音乐，但她保守的父亲则希望其有一个正常的工作，所以草娥进入仁荷大学攻读航空工商管理专业。起初，她的父母反对她成为歌手的梦想，但在他们意识到她可能继承了她主修钢琴的母亲的音乐天赋时，他们同意了她的决定。草娥曾参加SM娱乐试镜15次，但均以失败告终。之后她试镜JYP娱乐，但在最后被淘汰。2010年，经好友Juniel引荐，草娥通过FNC娱乐的试镜，成为其旗下的实习生。草娥还练习过3年的吉他。

## 生涯

### AOA
2012年7月30日，草娥作为AOA的成员在Mnet的M! Countdown出道，AOA发布了她们的首张单曲专辑《Angels' Story》和主打歌《Elvis》。截至2015年，AOA共发布了3张迷你专辑和9首单曲。2017年5月3日缺席AOA於「漣川全谷裡舊石器慶典」的表演，同時其先前演唱歌曲的部分亦改由酉奈進行重新錄製。2017年6月22日晚間草娥在Instagram宣布退出AOA，而後FNC娛樂官方聲明，對於草娥退團此事並不知情，一切尚在討論中。2017年6月30日，FNC娛樂正式宣布草娥退團。

### 个人事业
2013年6月12日，草娥宣布将在音乐剧《歌舞青春》中扮演女主角“凯碧瑞拉”。她的经纪公司FNC娱乐放出了其练习对唱歌曲《Start of Something New》的照片。草娥说她会尽可能地塑造加凯碧瑞拉的真诚。该音乐剧于2013年7月2日至9月1日在首尔的蓝色广场三星卡大厅进行公演。
2014年3月16日，草娥发布了TV朝鲜的电视剧《百年新娘》的独唱OST。草娥成为MBC综艺节目《我的小电视》的演员，她于2015年5月19日离开。
2015年3月25日，草娥据称将成为MBC的《我们结婚了》的常驻主持人。7月24日，草娥与Primary和Iron合作的新单曲《不要吝惜》（韓語：아끼지마）以及由她主演的MV发布。12月14日，草娥的首张个人专辑《火花》（韓語：불꽃）的预告发布，同月17日发布音源及MV。
2017年5月3日缺席AOA於「漣川全谷裡舊石器慶典」的表演，同時其先前演唱歌曲的部分亦改由酉奈及惠晶進行重新錄製。

## 個人爭議事件
- 2017年6月22日草娥表示自己有失眠症跟憂鬱症等正接受治療，但減少活動仍無法治癒，因此決定退出AOA。[14][15][16]；但其所屬經紀公司 FNC Entertainment 隨後表示，對於草娥是否退團，尚未做出正式決定，需要進行充分的商議後再發表官方立場[17][18]。
- 《首爾體育》刊出草娥與Najin產業代表李石鎮從日本旅行後回國時在金浦機場被拍的照片[19]。
- 2017年6月23日草娥在個人SNS發文，親自表示宣布退團與個人感情無關，且其本人也沒有懷孕或墮胎[20][21]。6月30日FNC娛樂確定草娥正式離開AOA，今後會以個人活動為主。截至10月11日，草娥只有繼續為運動品牌Ellesse代言和成為韓國專屬模特兒，在2018年初，合約到期後，預料會停工休養。[22]
- 2020年7月3日爆出智珉欺凌珉娥的醜聞後，有fans就於網上發文爆料，草娥亦曾被智珉「欺凌」過，據知當她們亦是練習生時，智珉曾把草娥手機及錢包藏起來，要草娥不要回家陪她玩，雖然草娥已經說了幾次自己不喜歡這樣，但後來智珉還是繼續這樣做，到最後仍找不到手機及錢包的草娥，都會直接叫智珉還給她。[23]

## 音乐作品

### 原声带演唱与独唱表演
| 年份 | 名称                               | 歌曲                 | 时长  | 艺人          |
| 2014 | 《百年新娘》OST                    | 《尚未能说出口的话》 | 04:26 | 独唱          |
| 2015 | 2                                  | 《不要吝惜》         | 03:27 | 与Primary对唱 |
| 2015 | 新时代统一的歌曲－一个梦想一个韩国 | 《一个梦想一个韩国》 | 04:52 | 群星          |
| 2015 | 双Yoo项目－寻找小糖人              | 《大概是那样吧》     | 03:48 | 独唱          |
| 2020 | 《他就是那傢伙》OST                | 《我在這裡》         | 04:26 | 獨唱          |
| 2021 | 《都市男女的愛情法》OST            | 《刺》               | 4:22  | 獨唱          |

### 单曲
| 年份 | 名称                           | 峰值 | 销量（数字下载） | 专辑                   |
| 年份 | 名称                           | Gaon | 销量（数字下载） | 专辑                   |
| ---- | ------------------------------ | ---- | ---------------- | ---------------------- |
| 2015 | 《不要吝惜》（与Primary）      | 10   | 韩国：474,006+   | 2                      |
| 2015 | 《大概是那样吧》（柳煦烈钢琴） | 26   | 韩国：84,692+    | 双Yoo项目－寻找小糖人3 |
| 2015 | 《火花》                       | 25   | 韩国：165,936+   | 火花（数位单曲）       |

## 影视作品

### 真人秀
| 年份 | 名称       | 角色 | 电视台  | 注释 |
| ---- | ---------- | ---- | ------- | ---- |
| 2013 | 清潭洞111  | 本人 | tvN     | 配角 |
| 2015 | 美好的一天 | 本人 | MBC音乐 | 主角 |

### 综艺节目
| 年份 | 名称                      | 角色     | 电视台      | 注释   |
| ---- | ------------------------- | -------- | ----------- | ------ |
| 2013 | 偶像绘画比赛              | 选手     | MBC Every 1 |        |
| 2015 | 我的小电视                | 固定嘉宾 | MBC         |        |
| 2015 | 汽车中心                  | 固定嘉宾 | MBC         |        |
| 2015 | 我们结婚了                | 主持人   | MBC         |        |
| 2015 | 神秘音乐秀：蒙面歌王      | 选手     | MBC         | [ 27 ] |
| 2016 | Sing For You              | 主持人   | JTBC        |        |
| 2021 | On & Off                  | 固定主持 | tvN         |        |
| 2022 | Double Trouble (韓國綜藝) | 选手     | Watcha OTT  |        |

### 音乐剧
| 年份 | 名称         | 角色            | 注释 |
| ---- | ------------ | --------------- | ---- |
| 2013 | 《歌舞青春》 | 凯碧瑞拉·曼提兹 | 主角 |

### MV出演
| 年份 | 音乐视频     | 艺人    | 角色 |
| ---- | ------------ | ------- | ---- |
| 2015 | 《不要吝惜》 | Primary | 主角 |

## 奖项与提名

### 音樂節目獎項
| 專輯   | 歌曲   | Mnet 《M! Countdown》 | KBS2 《Music Bank》 | MBC 《Show! 音樂中心》 | SBS 《人氣歌謠》 | MBC Music 《Show Champion》 | SBS MTV 《THE SHOW》 | 備註   |
| 2015年 | 2015年 | 2015年                | 2015年              | 2015年                 | 2015年           | 2015年                      | 2015年               | 2015年 |
| ------ | ------ | --------------------- | ------------------- | ---------------------- | ---------------- | --------------------------- | -------------------- | ------ |
| 火花   | 火花   | /                     | 33                  |                        | 14               | /                           | /                    |        |

### 大型頒獎禮獎項
| 年份 | 奖项            | 类别     | 获提名         | 结果 |
| ---- | --------------- | -------- | -------------- | ---- |
| 2015 | MBC放送演艺大赏 | 年度新星 | 《我的小電視》 | 獲獎 |